# Ớt Scotch bonnet
Ớt Scotch bonnet, còn được gọi là ớt bonney, hoặc ớt đỏ Caribbean,  là một loại ớt được đặt tên giống với mũ shanter của tam o '. Nó có nguồn gốc từ các đảo Caribbean và Trung Mỹ.<ref>“Mead Recipes: Scotch Bonnet Capsimel”. This recipe uses very hot Scotch Bonnet chillies (which are ubiquitous in West Africa). Để so sánh, hầu hết ớt jalapeño có mức nhiệt từ 2.500 đến 8.000 trên thang Scoville. Tuy nhiên, các loại ớt Scotch bonnet ngọt hoàn toàn được trồng trên một số hòn đảo Caribbean, được gọi là ớt cachucha.
Những quả ớt này được sử dụng để làm hương vị nhiều món ăn và món ăn khác nhau trên toàn thế giới và thường được sử dụng trong nước sốt và gia vị nóng. Scotch Bonnet có hương vị ngọt ngào và hình dạng stouter, khác biệt với habanero tương đối mà chúng thường bị nhầm lẫn, và cung cấp cho các món ăn (thịt lợn / gà) lạng và các món ăn Caribê khác với hương vị độc đáo của chúng. Scotch bonnets chủ yếu được sử dụng trong các món ăn ở Tây Phi, Antiguan, Kittiti / Nevisian, Anguilan, Dominican, St. Lucian, St Vincentian, Grenadian, Trinidadian, Jamaica, Barbadian, Guyan, Surinamese, Haiti và Cayman trong các công thức nấu ăn Caribbean khác. Nó cũng được sử dụng ở Costa Rica và Panama với các công thức nấu ăn theo kiểu Caribê như gạo và đậu, Rondon, saus, chả bò, và ceviche.

Những quả Scotch bonnets chín, tươi có thể thay đổi từ xanh sang vàng sang đỏ tươi; một số giống ớt này có thể chín tới màu cam, vàng, đào hoặc thậm chí là màu nâu sô cô la.

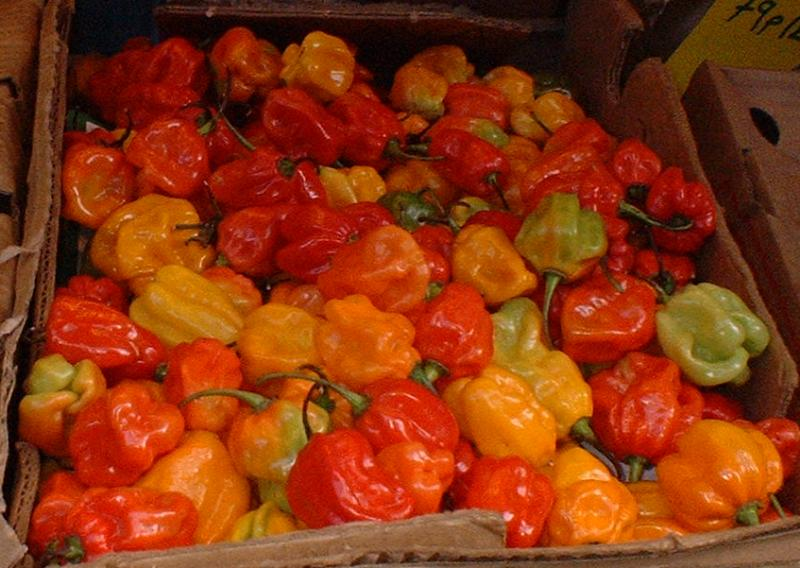
Ớt Scotch bonnet ở thị trường Caribbean
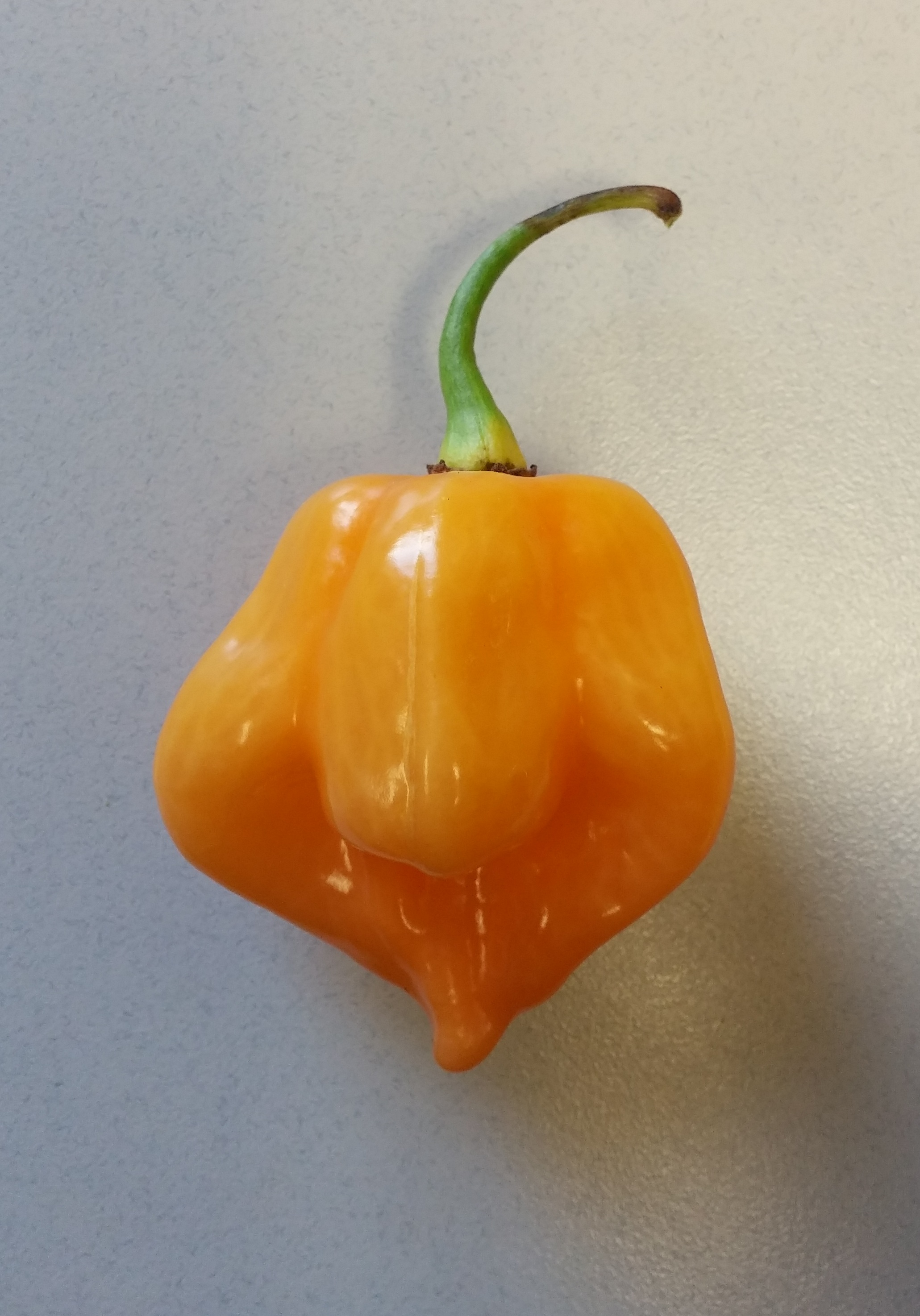
Một quả ớt Scotch bonnet chín